# Fusitriton retiolus
Fusitriton retiolus is een slakkensoort uit de familie van de Cymatiidae. De wetenschappelijke naam van de soort werd voor het eerst geldig gepubliceerd in 1914 door Hedley als Argobuccinum retiolus.